# Gaston Carré
Pour les personnes ayant le même patronyme, voir Carré (homonymie).
Gaston Carré, dit « Jean-Pierre » dans la résistance, est un résistant et militant communiste français. Né le 7 novembre 1905 à Vézelay, mort fusillé le 21 octobre 1942 au stand de tir de Balard à Paris. Il fut plombier, militant communiste d'Aubervilliers, combattant des Brigades internationales et résistant.

## Biographie
Gaston Carré est le fils d'un commerçant aux idées avancées. La Première Guerre mondiale interrompt sa scolarité : il quitte l'école à neuf ans et demi. De plombier, il deviendra par la suite tour à tour soldat, typographe, gazier, agent d'assurance, puisatier... Il fait son service militaire de 1925 à 1927 comme cavalier de 2e classe dans l'artillerie, il participe à la guerre du Rif. À son retour il entre de 1927 à 1931 à la Compagnie du gaz de banlieue qu'il quitte, victime de la répression patronale. Un moment agent d'assurance, il est contremaître de 1932 à 1935 dans une société d'Aubervilliers d'où il est à nouveau renvoyé pour "propagande communiste". De 1935 à 1936, il est puisatier foreur avant de partir le 16 octobre 1936 dans les Brigades internationales en Espagne d'où il revient à la fin de 1938 pour être employé par la municipalité communiste d'Épinay-sur-Seine.
Gaston Carré adhère au PCF à Aubervilliers en 1934 ou 1935. Pendant les grèves de 1936 il est secrétaire de la branche des puisatiers foreurs du syndicat des terrassiers. Dans les Brigades internationales, il devient chef de la section volante de la 11e brigade. Très vite repéré pour ses grandes qualités d'organisateur militaire, il est nommé lieutenant d'artillerie, commande une batterie puis devint capitaine commandant, avec Valter Roman, le bataillon d'artillerie franco-belge « Pauker » de la 35e division des brigades internationales. Il est cité à plusieurs reprises, notamment à la prise de Quinto. À son retour, il continue la lutte avec ses camarades d'Aubervilliers et de la région Paris-Nord. Il reprend dès lors des responsabilités dans sa section.
En octobre 1940, Gaston Carré participe à la mise en place de l'Organisation spéciale (OS) puis, plus tard, des formations militaires de Francs-tireurs et partisans (FTP). Il organise plusieurs actions de sabotage à partir de juillet 1941 : déraillement de trains de matériel de guerre à Épinay, Gagny, Brétigny ; incendie de stock de caoutchouc à Citroën-Clichy… Ses hautes compétences militaires l'amènent à l'état-major des FTP de la région parisienne. Gaston Carré côtoie dans le combat Pierre Georges (dit colonel Fabien), le commandant Raymond Losserand, le colonel Henri Rol-Tanguy et Eugène Hénaff.
Arrêté le 16 mai 1942 avec de nombreux membres de son détachement, torturé, il est fusillé avec Raymond Losserand et ses amis le 21 octobre 1942 au stand de tir de Balard à Paris.
Sa femme, Yvonne Calmels, concierge, arrêtée également, est déportée à Auschwitz par le convoi des 31000 du 23 février 1943 et meurt en mars ou mai 1943, selon les sources.

## Décoration
- La Légion d'honneur est attribuée à Gaston Carré à titre posthume par le décret du 24 juin 1947[2].
- Médaille de la Résistance française avec rosette

## Hommage
Une rue d'Aubervilliers porte son nom.

## Sources
- Archives de la Section PCF d'Aubervilliers

1. ↑  « Yvonne CARRÉ, née Calmels – 31760 », sur memoirevive.fr.
2. ↑  Dictionnaire biographique Le Maitron